# Evan Mawarire
Evan Mawarire (7 de março de 1977) é um pastor do Zimbábue e ativista democrata. Ele ganhou destaque durante os protestos de 2016–17 no Zimbábue que desafiaram o governo de Robert Mugabe. Foi relatado que Mawarire exortou o povo do Zimbábue a permanecer desafiador e se recusar a voltar ao trabalho após os protestos. No final de 2017, foi noticiado pela BBC News que Mawarire foi absolvido por um tribunal do Zimbábue, onde ele enfrentou uma potencial sentença de 20 anos de prisão se condenado por supostamente tentar derrubar Robert Mugabe. Em 13 de julho de 2017, pelo menos 150 advogados se apresentaram no tribunal para representar Mawarire, enquanto milhares se reuniram diante de um tribunal de Harare.

## Infância e educação
Os seus pais eram funcionários públicos e ele foi criado numa casa cristã. Ele passou a parte inicial da sua infância em Harare, antes de se mudar para a província de Mashonaland West. Ele frequentou a Escola Primária Amandas na cidade de Concessão. De 1990 a 1992, frequentou a Prince Edward School em Harare, antes de se transferir para a Charles Clack High School em Magunje, uma escola missionária do Exército da Salvação, para completar a sua educação de 1993 a 1994. Aos 16 anos, ele foi eleito para o parlamento infantil do Zimbábue, que foi criado para celebrar o Dia Internacional da Criança Africana. Ele também foi eleito criança presidente do Zimbábue. Ele passou a estudar no Instituto de Tecnologia de Harare, onde obteve um diploma de eletricista em 1996.

## Carreira
Ele trabalhou em negócios por vários anos, enquanto, ao mesmo tempo, fazia voluntariado na sua igreja, ensinando na escola dominical. Ele achou o trabalho na sua igreja mais satisfatório, e em 2002 ele largou o emprego que tinha e foi para o colégio bíblico. De 2002 a 2007, ele foi pastor de jovens adultos e jovens na Celebration Churches International em Harare, antes de servir como diretor regional da Igreja no Reino Unido de 2007 a 2010. Em 2010, ele estabeleceu sua própria igreja, His Generation Church, em Harare.

## Vida pessoal
Mawarire e sua esposa Samantha têm três filhos.